# GAIA (コンサルティング企業)
GAIA株式会社（ガイア、FP法人ガイア）は、金融商品仲介業・生命保険販売代理店。主に楽天証券の取扱金融商品の販売する。顧客が投資信託等を購入後、証券会社から金融商品の販売手数料（バックマージン）を受領する。証券会社からの販売手数料に加えて、顧客からは年間相談料を受領する。

## 沿革
- 2006年2月 - 金融機関から独立して当社FP会社を設立
- 2006年4月 - 金融商品仲介業を契約
- 2008年5月 - 生命保険代理店契約
- 2016年8月[要出典] - 楽天証券が提供するラップ口座の販売を開始[1]

## 代表について
1997年甲南大学経営学部卒業。山一證券株式会社に営業職として入社後、同社倒産し、営業譲渡先のメリルリンチ日本証券に勤務後、当社設立。著書として「ほったらかしでも1億円の資産を生む株式・投資信託の始め方」、「会社勤めでお金持ちになる人の考え方・投資のやり方」がある。